# 지옥 (1999년 영화)
지옥(일본어: 地獄)는 일본의 영화로 감독은 이시이 데루오이며, 히라야마 히사요시, 사토 미키 등이 출연하였다.

## 출연

### 조연
- 사토 미키
- 사토미 요코
- 사츠마 켄파치로
- 타카사키 류지
- 탄바 테츠로
- 츠지오카 마사토
- Chiho Yoshida

## 기타
- 조명: 노구치 모토히로

## 같이 보기
- 이시이 데루오